# Bertrando di Comminges
Bertrando (L'Isle, 1050 circa – Comminges, 16 ottobre 1123) fu vescovo di Comminges. Fu proclamato santo da papa Onorio III dopo il 1220.

## Biografia
Nacque a L'Isle dal signore del luogo, Attone Raimondo, e da sua moglie Gervasia, figlia di Guglielmo Tagliaferro.
Entrato nello stato ecclesiastico, fu canonico e arcidiacono a Tolosa e fu poi eletto vescovo di Comminges, ricevendo la consacrazione dall'arcivescovo di Auch.
Sotto il suo episcopato, la città di Comminges, all'epoca in decadenza, conobbe un periodo di grande fioritura: vi chiamò nuovi abitanti e promosse la ricostruzione della cattedrale. Fondò il capitolo dei canonici, ai quali diede la regola di sant'Agostino, e curò la riforma del clero.
Caduto malato durante una visita pastorale in diocesi, si fece ricondurre in cattedrale dove si spense il 16 ottobre 1123.

## Culto
Ebbe subito fama di santità e miracoli: suo nipote Guglielmo di Montaut, arcivescovo di Auch, attorno al 1167 affidò al chierico Vitale il compito di redigere una Vita di Bertrando e di interessare alla sua canonizzazione papa Alessandro III.
Papa Onorio III, nel 1220, ordinò un'inchiesta sulla vita e i miracoli del vescovo e dovette canonizzarlo poco dopo, perché nel 1222 la città di Comminges fu ribattezzata Saint-Bertrand-de-Comminges.
Il suo corpo fu elevato da papa Clemente V (già vescovo di Comminges) il 16 gennaio 1309.
Fu forse lo stesso Clemente V a istituire il gran perdono o giubileo di san Bertrando, concedendo ai fedeli la possibilità di lucrare l'indulgenza plenaria recandosi in pellegrinaggio a Saint-Bertrand-de-Comminges negli anni in cui la festa dell'invenzione della Santa Croce cadeva di venerdì (la pratica fu comunque approvata da papa Pio VI nel 1777 e da papa Gregorio XVI nel 1839).
Le sue reliquie sopravvissero alle guerre di religione e alla Rivoluzione: una ricognizione venne effettuata il 15 ottobre 1912.
La sua festa veniva celebrata il 16 ottobre (depositio), il 2 maggio (rivelatio, in ricordo del miracolo della liberazione di un cavaliere prigioniero dei mori) e il 16 gennaio (translatio, anniversario dell'elevazione delle reliquie).
Il suo elogio si legge nel Martirologio romano al 16 ottobre.